# Antônio Carlos (Minas Gerais)
Antônio Carlos is een gemeente in de Braziliaanse deelstaat Minas Gerais. De gemeente telt 11.624 inwoners (schatting 2009).

## Aangrenzende gemeenten
De gemeente grenst aan Barbacena, Bias Fortes, Ibertioga, Santa Rita do Ibitipoca en Santos Dumont.